# Міжнародний центр теоретичної фізики
Міжнародний центр теоретичної фізики імені Абдуса Салама (англ. Abdus Salam International Centre for Theoretical Physics, ICTP) — міжнародний науково-дослідний інститут фізичних та математичних наук, який працює за тристоронньою угодою між урядом Італії, ЮНЕСКО та Міжнародного агентства з атомної енергії. Розташований у Мірамарі, за 10 км від Трієста (Італія). Заснований у 1964 році Нобелівським лауреатом з Пакистану Абдусом Саламом.
ICTP є частиною «системи Трієсту» — мережі національних та міжнародних наукових інституцій у Трієсті, започаткованій італійським фізиком Паоло Будінічем.  
Протягом більше ніж 50 років, Міжнародний центр теоретичної фізики ім. Абдуса Салама (ICTP) був рушійною силою глобальних зусиль по просуванню наукових знань в країнах, що розвиваються.
У 2014 році ICTP відзначив своє 50-річчя. Заснована в 1964 році покійним лауреатом Нобелівської премії Абдусом Саламом організація надає вченим з країн, що розвиваються безперервну освіту і навички, які їм необхідні, щоб забезпечити довгу і продуктивну кар'єру. ICTP - головна сила в стримуванні наукових витоків мізків з країн, що розвиваються.
Випускники ICTP виступають як викладачі у великих університетах, голови наукових відділів, директори науково-дослідних центрів і міністри науки і техніки в країнах, що розвиваються по всьому світу. Багато з них були визнані у своїх країнах і на міжнародному рівні за їх внесок в розвиток науки і політики в області науки.
Вплив ICTP простягається далеко за межі об'єктів Центру, практично у всіх куточках Землі.

## Історія
ICTP  був створений впродовж ери Холодної Війни в серці Європи і вже тоді забезпечив рідкісну лінію комунікації між ученими зі Сходу і Заходу. Пізніше, ICTP з'явився як фокусний пункт співпраці між Північчю і Півднем, прагнучи допомогти ученим з країн, що розвиваються, долати їх ізоляцію і сприяти сучасному дослідженню у фізиці і математиці. Специфіка змінилися з часом, але основна доцільність Центру залишилася незмінною.
У червні 1960 року Департамент фізики Університету Трієста організували семінар з фізики елементарних частинок в Кастеллетто в Miramare Park. Поняття про створення Інституту теоретичної фізики відкритого для вчених з усього світу, було обговорено на цій нараді. Ця пропозиція стала реальністю в Трієсті в 1964 році. 

## Дослідження
Дослідження у Центрі ведуться за сімома науковими напрямами: 
- фізика високих енергій, космології та астрочастинок;
- фізика стисненої матерії та статистична фізика;
- математика;
- фізика Землі;
- прикладна фізика;
- кількісні науки про життя;
- нові дослідні напрями (дослідження, пов'язані з енергією, сталістю та комп'ютерними науками.

У Центрі працюють постійні та довго- і короткотермінові тимчасові дослідники, зайняті окремим або спільним дослідженням. Упродовж року ICTP проводить конференції, семінари, колоквіуми та практичні заняття у відповідних галузях, також має дослідні програми, докторантуру, програми для науковців з країн, що розвиваються.  Спільно з іншими інститутами Центр має програми здобуття магістерського та докторського ступеня з фізики і математики  і співпрацює з місцевими лабораторіями, зокрема з Elettra Synchrotron Light Laboratory. 
У 2007 році ICTP започаткував відкритий журнал "African Physical Review" (тепер — "African Review of Physics").
У 2012 році Центр відкрив свої відділення у Сан-Паулу (Бразилія). 

## Стратегічні радники
ICTP діє за потрійним договором між Італійським Урядом, Міжнародним Атомним Агентством Енергії (МАГАТЕ), і Освітньою, Науковою і Культурною Організацією (ЮНЕСКО) об'єднаних націй і ратифіковано актом Італійського Парламенту в січні 1995.
Починаючи з 1996, ЮНЕСКО була відповідальна за адміністративне управління Центром, раніше який це адмініструвала МАГАТЕ. Кожна партія має представника на Керівному Комітеті Центру, який встановлює загальні директиви для діяльності Центру, визначає складання бюджету рівнів, і розглядає пропозиції від Директора для програми, робочих планів, фінансових планів, і бюджету.
ICTP також має Наукову Раду, яка охоплює видатних фахівців в дисциплінах, доречних для діяльності Центру, хто представляє широкий географічний діапазон. Рада радить ICTP з приводу його програм діяльності, беручи до уваги головного ученого, наукові, освітні і культурні тенденції, доречні для цілей Центру.

## Партнери в розвитку
Функціонування ICTP неможливе без терплячої підтримки уряду Італії. Через ICTP, італійське фінансування - разом з підтримкою з ЮНЕСКО агентств ООН і МАГАТЕ - принесло вигоду більш ніж 140,000 ученим з усього світу. З тими хто відвідав конференції і семінари сформована дослідницька співпраця.. 
Прикладом  підтримки ICTP науки у країнах, що розвиваються є ємнісна будівля в Африці. За останні декілька десятиліть, ICTP підтримав численну діяльність по всьому континенту, у тому числі навчальні програми, мережі, і установку приєднаних центрів. Університетське містечко Трієста ICTP вітало більш ніж 10,000 африканських відвідувачів починаючи з 1970, забезпечивши передове дослідження і навчаючи можливостей, недоступних для учених в їх домашніх країнах.
Центр підтримує близькі зв'язки з деякими з італійськими вищими дослідницькими інститутами, наприклад Istituto Nazionale di Fisica Nucleare і Consiglio Nazionale за la Ricerche. У ширшому масштабі, ICTP працює з мережею близько 400 італійських лабораторій, працевлаштовує учених з країн, що розвиваються, тих хто шукає наукового навчання у наукових лабораторіях. За ці роки, це навчання і дослідження в програмі італійських лабораторій принесло вигоду сотням молодих світових учених, вони активно стимулюють дослідницьку кар'єру через співпрацю з ученими світового рівня, користуючись найновішим устаткуванням.
ICTP розвиває докторські програми з італійськими університетами, щоб розширити освітні можливості для розвитку молодих учених, особливо з Трієстом. ICTP також приймає Італійських постдокторських студентів, забезпечуючи їм можливість не лише працювати з вищими ученими в їх колі, але і випробовувати свої проекти.

## Цілі Міжнародного центру теоретичної фізики
- Заохочення росту наукових робіт і дослідження  природних і математичних наук, особливо в країнах, що розвиваються;
- Розвиток високорівневих наукових програми, у країнах, що розвиваються, і забезпечення міжнародного форуму та наукового контакту для учених від усіх країн;
- Проведення дослідження в найвищих міжнародних стандартах і підтримка екологічних проектів.

## Впроваджені нагороди

### Медаль Дірака
Медаллю Дірака вперше нагородили в 1985, в честь Поля Дірака, одного з найбільших фізиків 20-го століття і вірного друга Центру. 
Учених, які зробили істотні вклади в теоретичну фізику нагороджуються цією медаллю щорічно у день народження Дірака, 8 серпня.
Медалісти також отримують приз  5,000$ США. Міжнародний комітет з видатних вчених вибирає переможців з списку висунених кандидатів. 
Медаллю Дірака не нагороджуються  лауреати Нобелівської премії.

### Премія ICTP
Нагороджуються молоді вчені з країн, що розвиваються.
Премія ICTP була створена в 1982 Науковою Радою ICTP, щоб визнати видатні і оригінальні вкладення у фізику молодими ученими (до 40 років), які працюють у країні, що розвивається. 
Приз ICTP включає скульптуру, свідоцтво і готівкову нагороду 3000 Євро.

### Премія Рамануджана ICTP
Премією Рамануджана нагороджують молодих математиків з країн, що розвиваються, щорічно починаючи з 2005 року. 
Цю премію спочатку призначив ICTP Нільс Хенрік, Фонд Абеля Меморіала, і Міжнародне Математичне Об'єднання (IMU). Відділ науки і технології уряду Індії вкладає кошти у премію впродовж 5 років. Премією нагороджуються щорічно  молоді математики-дослідники, хто провів видатне дослідження в країні, що розвивається. 
Премія становить $15, 000. Переможця запрошують до ICTP для нагородження і проведення лекції. Премією зазвичай нагороджується одна особа, але, інколи, розділяється між дослідниками, які працювали разом. 
Відбіркова комісія бере до уваги не лише наукову якість дослідження, але і біографію кандидата і стан довкілля, в якому робота здійснювалася. 

### Премія Вальтера Кона
Премію Вальтера Кона за видатні вкладення у сферу квантування матеріалів і молекулярного моделювання, спільно заснували і разом вклали кошти ICTP і ESPRESSO. Нагороджують молодих учених, які працюють над квантуванням матеріалів і молекулярним моделюванням та виконуються в країні, що розвивається. 
Премія становить € 2000. Перша церемонія нагороди відбудеться 13 січня 2017 року в ICTP, Трієст, Італія, під час проведення Міжнародного семінару по обчислювальній фізиці і науці матеріалів.